# Келли, Эдвард
Сэр Эдвард Келли (англ. Edward Kelley [Kelly]), также известный как Эдвард Толбот (англ. Edward Talbot; 1 августа 1555, Вустер, Королевство Англия — не ранее 1597 и не позднее 1598 или возможно 1 ноября 1597, Мост, Королевство Богемия) — английский медиум, мистик и алхимик.
Келли был неоднозначной фигурой в английском оккультизме времен Ренессанса. Он сам провозгласил себя медиумом и работал над магическими изысканиями вместе с Джоном Ди. Помимо способности вызывать духов или ангелов в хрустальный шар (магический кристалл), которую так ценил Джон Ди, Келли также заявлял, что обладает секретом превращения неблагородных металлов в золото.
Вскоре после смерти имя Келли стали окружать легенды. Его яркая биография и относительная известность среди англоговорящих историков (в основном из-за его дружбы с Ди), возможно, сделали его источником фольклорного образа алхимика-шарлатана.

## Биография

### Рождение и начало карьеры
Гороскоп, составленный Ди, указывает, что Келли родился в Вустере, Англия, 1 августа 1555 года. Ранняя жизнь Келли покрыта мраком, но большинство источников утверждает, что сначала он работал помощником аптекаря. Он мог учиться в Оксфорде под именем Толбота. Однако, независимо от того, посещал он университет или нет, Келли был образован и знал латынь и, возможно, греческий язык. Согласно некоторым источникам, Келли был пригвождён к позорному столбу в Ланкастере за подлог или за фальшивомонетничество.

### В Англии с Ди
Келли познакомился с Ди в 1582 году первоначально под именем Эдварда Толбота. Ди уже пытался вступить в контакт с ангелами с помощью «скраера» или кристального шара, но безуспешно. Келли утверждал, что обладает такой способностью, и потряс Ди своей первой попыткой. Келли стал постоянным скраером у Ди. Ди и Келли посвящали очень много времени и энергии на эти «спиритические встречи». С 1582 по 1589 год жизнь Келли была тесно связана с Ди.
Спустя почти год службы у Ди Келли появился с книгой по алхимии (т.н. «Книга Дунстана», The Book of Dunstan) и двумя коробочками с красным и белым порошком, к которым, как заявил Келли, его и некоего Джона Блокли (John Blokley) привело «сверхъестественное существо» в Northwick Hill (предположения о том, что Келли нашёл книгу и порошок в руинах Аббатства Гластонбери первоначально были опубликованы Элиасом Эшмолом (Elias Ashmole), но опровергнуты воспоминаниями Артура Ди, сына Джона Ди. Согласно второй версии обретения манускрипта и порошка, Келли отправился в путешествие по 11 британским землям и во время путешествия в Уэльс приобрёл вышеперечисленное в одной таверне за 2 фунта. С помощью порошка (чей секрет, предположительно, скрывался в книге) Келли считал, что может приготовить «красную тинктуру», которая позволит ему превращать неблагородные металлы в золото. Сообщается, что он продемонстрировал свою силу несколько раз на протяжении многих лет, в том числе в Богемии (ныне Чехия), где он и Ди проживали в течение многих лет.

### С Ди на Континенте
В 1583 году Ди свёл знакомство с Ольбрехтом Ласким — польским дворянином, интересовавшимся алхимией. 21 сентября 1583 года Ди и Келли со своими семьями в сопровождении Лаского отбыли на континент. Конечной целью путешествия Ди и Келли считается попытка получения покровительства императора Рудольфа II в Праге или не менее могущественного на тот момент польского короля Стефана в Кракове. Очевидно, Ди не удалось произвести впечатление ни на одного из монархов. Ди и Келли вели кочевой образ жизни в Центральной Европе. Они продолжали «спиритические встречи», хотя Келли был более заинтересован в алхимии, чем в общении с духами.
В 1586 году Келли и Ди нашли покровительство богатого чешского пана Вилема из Рожмберка. Они поселились в Тршебоне и продолжили свои исследования. К тому времени, Келли женился на Джейн Купер и удочерил её дочь, будущую поэтессу Элизабет Джейн Уэстон. Келли переехал в Прагу, где жил в известном «доме Фауста». В 1587 году Келли открыл Ди, что ангелы велели делиться всем (в том числе и жёнами). Существовало предположение, что таким образом Келли хотел покончить с бесплодными спиритическими сеансами и сконцентрироваться на алхимии, которая под покровительством Вилема из Рожмберка была для Келли возможностью разбогатеть. Ди, мучимый приказом ангелов, впоследствии прекратил спиритические сеансы, хотя он на самом деле поделился своей женой. Он не виделся с Келли после 1588 года и вернулся в Англию в следующем году.

### Апогей и падение
В 1590 году Келли процветал. Он получил несколько имений и крупных сумм денег от Вилема из Рожмберка. Он убедил многих влиятельных людей в том, что он способен производить золото. Рудольф сделал Келли «Бароном Королевства», но в конце концов он устал ждать результатов. Рудольф приказал арестовать Келли в мае 1591 года и заключить в замке Кршивоклат за пределами Праги. Рудольф, по-видимому, никогда не сомневался в способности Келли производить золото в огромных масштабах и надеялся, что тюремное заключение склонит его к сотрудничеству. Рудольф также мог опасаться, что Келли вернётся в Англию.
Около 1594 года Келли согласился сотрудничать и производить золото; он был освобождён и восстановлен в прежнем статусе. Опять ему ничего не удалось, и его снова заключили в тюрьму — на этот раз в замок Гневин в Мосте. Келли умер в 1597 году в возрасте 42 лет. Традиционно считается, что он умер при попытке к бегству: говорят, он использовал недостаточно длинную верёвку для спуска с башни, упал и сломал ногу, а умер от полученных травм.
Тем не менее, смерть Келли в 1597 вызывает сомнения, поскольку в дневниках Джона Ди, в записи от 25 ноября 1595 года, содержится следующая информация «Вести с континента. Сэр Эдвард Келли убит». Эта запись представляется более достоверной по двум причинам: агентурная сеть Елизаветы Английской в континентальной Европе состояла из весьма влиятельных людей, достоверность информации от которых практически не подлежала сомнению; косвенно подтверждается рядом сопутствующих событий: в августе 1595 года Ди получает 2 известия с континента — первое касается освобождения Келли из-под ареста, второе — это личное письмо Келли, в котором тот от имени императора приглашает Ди к служению при императорском дворе. Ди никак не реагирует на это приглашение, после чего получает новое известие об аресте Келли, а затем известие об убийстве Келли. Хронология обмена сообщениями в континентальной Европой показывает, что средний срок доставки письма в Англию составлял около месяца. Таким образом, можно предположить, что Келли был убит (или умер) в период сентября-октября 1595 года.
В преданиях, касающихся заключения Келли в крепости города Моста — Град Гневин, описывается некий приказ Рудольфа II об аресте «Сэра Эдварда Келли и грека Марка Мамугны и помещении их под стражу в Град Гневин». Письменного подтверждения данного приказа нет. Однако есть достоверная информация, подтвержденная документально, согласно которым летняя загородная резиденция Рудольфа II — Град Гневин в Мосте, был продан Рудольфом II городу Мост в декабре 1595 года. Об узниках Града, при этом, нет никаких упоминаний. Версия с гибелью Келли при попытке побега тоже вызывает сомнения, поскольку Гневинский замок стоит на высоком холме с весьма крутыми склонами и подобраться к стенам замка вне главных ворот практически невозможно, равно как и незаметно спуститься в долину.
Упоминание имени Марка Мамугны косвенно подтверждают версию убийства Келли. Дело в том, что выходец с Кипра — Марк Брагадино, известный в народе под прозвищем Мамугна и выдававший себя за сына известного мученика — полководца Брагадино, был бродячим алхимиком-шарлатаном, подвизавшимся у богатых людей империи на почве трансмутации неблагородных металлов в золото. Карьера и жизнь Мамугны завершились разоблачением последнего в Мюнхене при дворе герцога Баварского. Мамугна полностью признал свою вину и был казнён на Мюнхенской площади «Winemarkt» 25 или 26 апреля 1591 года.
Его казнь вошла в историю тем, что палачу понадобилось 3 удара мечом, чтобы отсечь голову Мамугны. Таким образом, в 1595 году. Мамугна никак не мог быть отправлен вместе с Келли в Град Гневин. Однако, если предположить, что приказ Рудольфа II относительно ареста Келли звучал несколько иначе: «арестовать Сэра Эдварда Келли, перевезти в Град Гневин и поступить как с Марком Мамугны…» — все становится на свои места.

## Енохианский язык
Иногда «ангелы» Келли разговаривали на особом «ангельском», или Енохианском, языке. Ди и Келли заявили, что этот язык был им дан ангелами. Некоторые современные криптографы утверждают, что Келли изобрел его (для примера см. Введение к Полному енохианскому словарю (The Complete Enochian Dictionary) Дональда Лейкока (Donald Laycock)). Некоторые утверждают, что это было фарсом, но непонятно, был ли Ди жертвой или соучастником. Из-за этого прецедента и сомнительной связи между Манускриптом Войнича (Рукопись Войнича), Джоном Ди и Роджером Бэконом Келли подозревали в том, что он сфабриковал и эту книгу для того, чтобы обмануть Рудольфа.
Ангельский язык предположительно был продиктован ангелами, которых Келли видел в кристальном шаре. Ангелы выбивали буквы на сложной таблице, представлявшей собой подобие кроссворда, в котором заполнены все ячейки. Первые три были заполнены каждым ангельским словом, написанным с конца; следующие две трети — с начала. Нет никаких серьёзных ошибок или несоответствий в использовании слов между первой и последней частями. Английский перевод не выбивался, но, согласно Келли, появлялся на маленьких полосках бумаги, появляющихся из ангельских уст.
Некоторые рассуждения о том, что Келли сфабриковал язык, основываются на утверждении, что ангельский язык — это всего лишь дословный заменитель английского перевода. Однако, это не совсем так, и существует очень привлекательное подтверждение этого из некоторых других лингвистических источников. Например, ангельское слово «telocvovim» переводится как «тот, кто упал», но на самом деле это германоподобная комбинация двух других ангельских слов: «teloch» (переводится как «смерть») и «vovin» (переводится как «дракон»). Таким образом, «тот, кто упал» дословно переводилось бы как «дракон смерти». И то, и другое является достаточно очевидными ссылками на Люцифера. Однако, ни Келли, ни Ди, кажется, никогда этого не замечали.
Ещё один аргумент против того, что Келли сфабриковал ангельский язык, — это то, что английские переводы были сделаны в совершенно другом стиле, нежели собственные работы Келли, демонстрируя сверхъестественные качества, которые значительно выше скромных писательских способностей Келли. В этой связи возникает возможность плагиата со стороны Келли, того, что он взял материал из какого-то другого источника. Однако, ничего подобного до сих пор не появлялось.
Ди считал запись ангельского материала весьма важной по трём причинам. Во-первых, Ди полагал, что ангельский язык является задокументированным случаем настоящей глоссолалии, таким образом доказывая, что Келли на самом деле говорит с ангелами. Во-вторых, ангелы утверждали, что ангельский язык на самом деле был прототипом иврита и языка, на котором Бог разговаривал с Адамом. Следовательно, это был первым человеческий язык. В-третьих, ангельский материал принимает форму набора заклинаний, которые предположительно собирали необычайно мощную армию ангельских существ, которые, как он верил, способны раскрыть многие секреты и, особенно, ключ к философскому камню.

## Ссылки в художественной литературе и искусстве

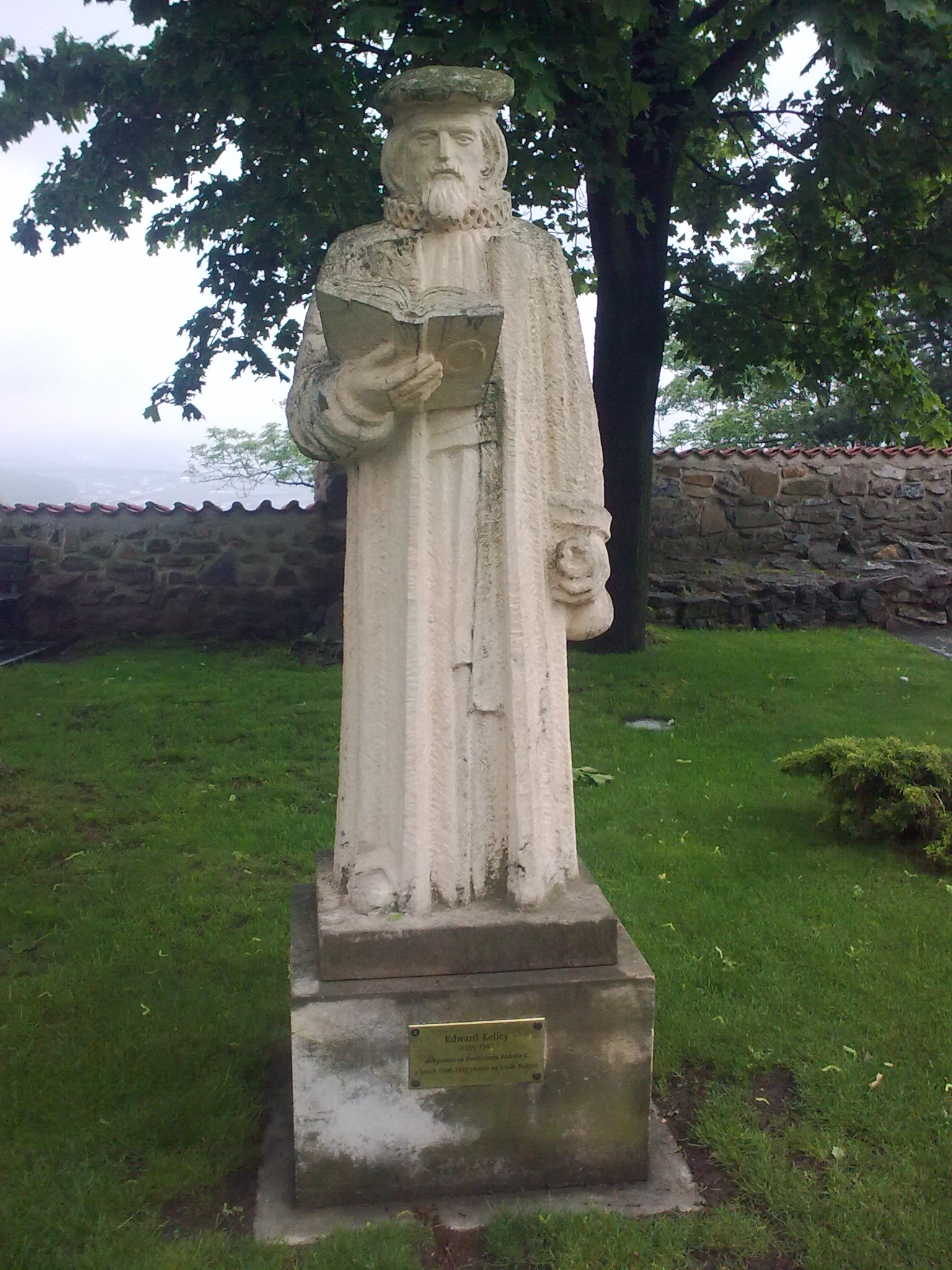
Памятник Келли в замке Гневин